# Semenovia frigida
Semenovia frigida är en flockblommig växtart som först beskrevs av Pierre Edmond Boissier och Heinrich Carl Haussknecht, och fick sitt nu gällande namn av Ida P. Mandenova. Semenovia frigida ingår i släktet Semenovia och familjen flockblommiga växter. Inga underarter finns listade i Catalogue of Life.